# Orden Olímpica

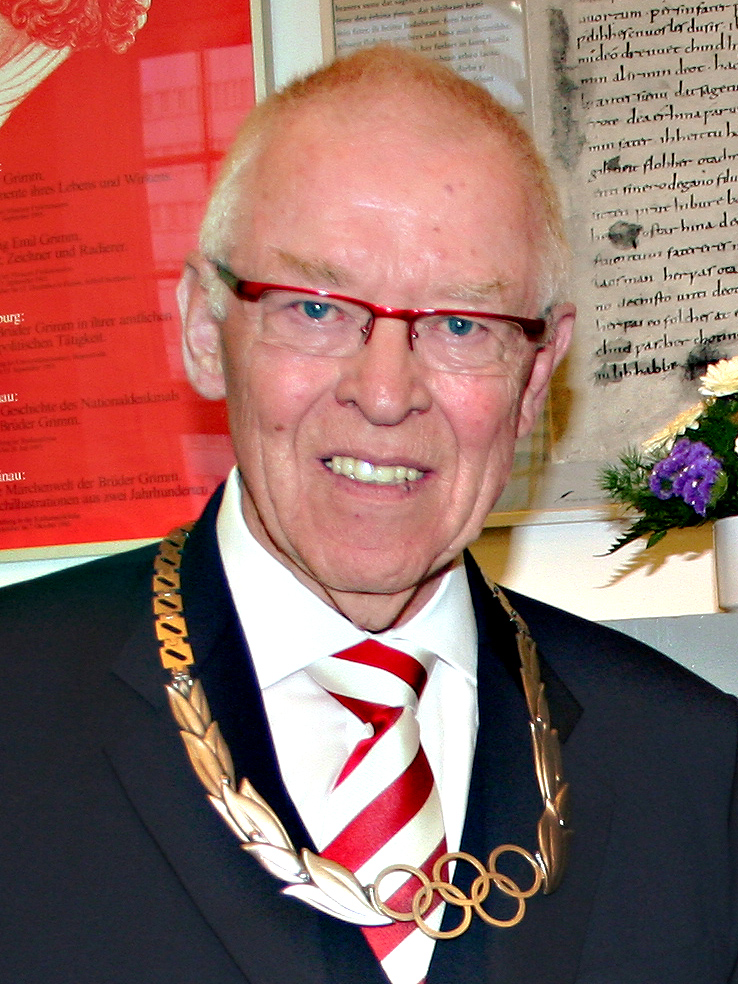
El doctor Ulrich Feldhoff, presidente deportivo de la Orden Olímpica con el collar de la misma.

La Orden Olímpica es una condecoración de carácter civil, el galardón más importante de los concedidos por el Movimiento Olímpico. Fue creada en el mes de mayo de 1975 por el Comité Olímpico Internacional (COI) como distinción sucesora del Certificado Olímpico. Esta orden en un primer momento tuvo tres categorías (oro, plata y bronce) aunque desde el año 1984 la modalidad de bronce cayó en desuso. Se otorga por contribuciones especialmente distinguidas al Movimiento Olímpico, es decir, en reconocimiento al valor del esfuerzo como mérito para la causa del deporte. También de forma habitual, como muestra de cortesía, el COI entrega la Orden Olímpica al responsable nacional de la organización de los Juegos Olímpicos en la ceremonia de clausura de estos.
La insignia de la Orden Olímpica, realizada en el metal correspondiente a su categoría, consiste en un collar dividido en dos mitades con la forma de una corona de olivo kotinos en su parte frontal y compuesto de eslabones a modo de cadena en la posterior. En la parte central del collar, aparecen situados los cinco anillos, principal símbolo del Movimiento Olímpico, motivo central de su bandera. Junto al collar se entrega una insignia de pequeño tamaño para ser colocada en la solapa, conocida como miniatura, realizada en oro, plata y bronce según corresponda.
Nadia Comaneci, ha sido la única atleta en recibir la Orden Olímpica dos veces (1984, 2004), además de ser el galardonado más joven.

## Galardonados
- 1976: Paul Anspach (Bronce), Jesse Owens, Antonio dos Reis Carneiro (Bronce)[1]
- 1979: Marcel Leclef (Bronce)[2]
- 1980: Almicare Rotta[2]
- 1981: Herbert Kunze, Yelena Mújina[3]
- 1982: Papa Juan Pablo II (Oro),[4] Károly Kárpáti
- 1983: Ulrich Wehling, Galina Kulakova, Manfred Ewald, Aleksandr Medved, Esther Roth-Shahamorov,[5] Indira Gandhi,[6] Branko Mikulić (Oro), Nadia Comaneci[7]
- 1984: Peter Ueberroth, Giancarlo Brusati, Milan Ercegan, Primo Nebiolo, Günther Sabetzki, Horst Dassler, Helene Ahrweiler[8]
- 1985: Anton Sailer, Erich Honecker, Nicolae Ceauşescu, Günther Sabetzki, Toni Sailer, Hanji Aoki, Borislav Stanković (segundo en 2005), el rey Juan Carlos I de España (Oro)[9]
- 1987: Leon Štukelj, el rey Bhumibol de Tailandia (Oro), Kenan Evren (Oro), John Brown, Alberto Juantorena, Jean-Claude Killy, Zdzisław Krzyszkowiak, Rudolf Hellmann[10]
- 1988: Manfred von Brauchitsch, Katarina Witt, Frank King (Oro), Ralph Klein, Reiner Klimke, Jerzy Kukuczka (Plata), el príncipe Rainiero III de Mónaco (Oro), Antonio Mariscal, Josef Neckermann, Jasdev Singh, Taieb Houichi, Ante Lambasa, Wolf Lyberg, Frederick Ruegsegger,[11] Aladár Gerevich, Mustapha Larfaoui, Arne B. Mollén[12]
- 1989: Larisa Latynina
- 1990: Giulio Andreotti (Oro), Lee Kun-hee, Jonathan Janson, Rudolf Kárpáti, Reizo Koike, Naoto Tajima, Ivan Patzaichin, Lamine Diack, Asnoldo Devonish[13]
- 1992: Ludovit Komadel (Plata), Jesús Alfonso Elizondo Nájera (Plata)
- 1993: Willi Daume, Jacques Blanc, Anna Sinilkina, Ted Stevens,[14] Jordi Pujol i Soley, Dražen Petrović (a título póstumo),[15] Boris Yeltsin, presidente de Rusia (Oro)[16]
- 1994: Gerhard Heiberg, Richard von Weizsäcker, presidente de Alemana (Oro), Nelson Mandela[17]
- 1995: Miguel Induráin[18]
- 1996: Billy Payne, Pablo Ornaque[19]
- 1997: Hendrika Mastenbroek, Roy Jones Jr.(vs Park Si Hun JJ. OO. 1988)
- 1998: Frédy Girardet, Chung Ju-yung, el gran duque Juan de Luxemburgo[20]
- 1999: Alexander Tikhonov, Steffi Graf,[21] Antonio Spallino,[22] Bertrand Piccard, Brian Jones[23]
- 2000: Res Brügger, Alberto Tomba,[24] David Coleman, Adolf Ogi (Oro),[25] John Coates (Oro),[26] Alida van den Bos[27]
- 2001: Véase lista posterior
- 2002: Mitt Romney, Peter Blake (A título póstumo), Shirley de la Hunty,[28] Wayne Gretzky, Miroslav Subrt, Walter Bush Jr., Shoichi Tomita,[29] Flor Isava-Fonseca, Ashwini Kumar,[30] David Wallechinsky[31]
- 2003: John Williams,[32] Adolf Ogi,[33] Jean Durry[34]
- 2004: Matthias Kleinert, Gianna Angelopoulos-Daskalaki, Francoise Zweifel,[35] Johannes Rau, presidente de Alemania (Oro),[36] Nadia Comăneci[37]
- 2006: Hans Wilhelm Gäb, Valentino Castellani
- 2008: Liu Qi (Oro), He Zhenliang, Liu Jingmin, Deng Pufang, Chen Zhili[38]
- 2009: Thor Nilsen[39]
- 2010: S R Nathan (Oro),[40] Lee Hsien Loong (Oro),[41] Jack Poole (Oro; a título póstumo), John Furlong (Oro),[42] Ng Eng Hen, Teo Chee Hean, Vivian Balakrishnan[43]
- 2011: Fernando Lima Bello, Kip Keino[44]
- 2012: Eiichi Kawatei,[45] David Stern, Sebastian Coe
- 2013: El rey Guillermo Alejandro, de los Países Bajos (Oro), Jacques Rogge (Oro), Felipe príncipe de Asturias (Oro),[46] Papa Francisco (Oro),[47]
- Fecha desconocida: Manfred Germar, Klaus Kotter y Vilnis Baltins.
- 2016: Pelé

### 2001
- Albert Scharf (en la sede del COI en Lausana, 8 de enero de 2001)[48]
- Enrique Sanz (en la sede del COI, 8 de junio de 2001)[49]

Ejecutivos olímpicos, durante la CXII Sesión Plenaria del COI, Moscú, 12 de julio de 2001:
- Richard Bunn, Reino Unido
- René Burkhalter, Suiza
- Arnold Green, Estonia
- Félix Savón, Cuba
- Eric Walter, Suiza, periodista deportivo, antiguo miembro del Comité de Prensa y la Comisión de Radio y Televisión del COI.

Deportistas, en una ceremonia celebrada en el Museo Olímpico, Lausana, 21 de julio de 2001:
- Myriam Bédard (biatleta), Canadá
- David Douillet (yudoca), Francia
- Krisztina Egerszegi (nadadora), Hungría
- Cathy Freeman (atleta), Australia
- Kazuyoshi Funaki (saltador de esquí), Japón
- Alexander Karelin (luchador), Rusia
- Marco Marin (esgrimidor), Italia
- Haile Gebrselassie (atleta), Etiopía
- Naim Süleymanoğlu (halterófilo), Turquía
- Pirmin Zurbriggen (esquiador alpino), Suiza

El antiguo presidente del COI Juan Antonio Samaranch también recibió la Orden Olímpica, en su modalidad de oro, durante su CXII Sesión Plenaria celebrada en la Ciudad de Moscú.